# Megargel (Texas)
Megargel es un pueblo ubicado en el condado de Archer en el estado estadounidense de Texas. En el Censo de 2010 tenía una población de 203 habitantes y una densidad poblacional de 127,45 personas por km².

## Geografía
Megargel se encuentra ubicado en las coordenadas 33°27′12″N 98°55′46″O / 33.45333, -98.92944. Según la Oficina del Censo de los Estados Unidos, Megargel tiene una superficie total de 1.59 km², de la cual 1.57 km² corresponden a tierra firme y (1.14%) 0.02 km² es agua.

## Demografía
Según el censo de 2010, había 203 personas residiendo en Megargel. La densidad de población era de 127,45 hab./km². De los 203 habitantes, Megargel estaba compuesto por el 93.6% blancos, el 0% eran afroamericanos, el 0.99% eran amerindios, el 0% eran asiáticos, el 0% eran isleños del Pacífico, el 0.99% eran de otras razas y el 4.43% pertenecían a dos o más razas. Del total de la población el 2.46% eran hispanos o latinos de cualquier raza.